# Paolo Prato (cestista)
Paolo Prato (Torino, 31 marzo 1973) è un ex cestista e allenatore di pallacanestro italiano.

## Carriera
Ha militato in massima serie con la Viola Reggio Calabria e l'Auxilium Pallacanestro Torino.

## Palmarès

### Nazionale
- Europei Under-20:

 Slovenia 1994